# Saguinus martinsi
Il tamarino di Martins (Saguinus martinsi Thomas, 1912) è un primate platirrino della famiglia dei Callitricidi.
Con le sue due sottospecie (S. martinsi ochraceus e S. martinsi martinsi) vive in una piccola zona di foresta pluviale inondata a nord del Rio delle Amazzoni, al confine fra gli stati brasiliani diPará e Amazonas.
Un tempo le due sottospecie erano considerate sottospecie di Saguinus bicolor (S. bicolor martinsi e S. bicolor ochraceus): effettivamente, questi animali somigliano notevolmente al tamarino calvo, differenziandosene a livello macroscopico solo per la diversa colorazione del quarto posteriore, che bruno-rossiccio in S. martinsi martinsi e bruno-giallastro in S. martinsi ochraceus, contro il bruno scuro di S. bicolor.
Si tratta di animali diurni, arboricoli e piuttosto sociale: vivono infatti in gruppi di due-otto individui, generalmente non imparentati fra loro, guidati da una femmina dominante.

Si nutrono prevalentemente di frutta ed insetti: le percentuali di queste due componenti variano a seconda della stagione, con la frutta che costituisce il 95% della dieta durante la stagione umida e gli insetti (cui possono occasionalmente aggiungersi piccoli vertebrati e uova) che arrivano al 30% ed oltre durante la stagione secca.

Poco si sa sulla riproduzione di questi animali, in quanto mancano studi accurati condotti sul campo: si suppone tuttavia che le sue abitudini di vita non si discostino poi molto da quelle di altre specie del genere Saguinus.